# Orquestra Sinfônica de Fulda
A Orquestra Sinfónica (português europeu) ou Sinfônica (português brasileiro) de Fulda (em alemão:  Fuldaer Symphonisches Orchester) é uma orquestra baseada em Fulda, Alemanha. O grupo foi fundado em 1999 por Karsten Aßmann, Albert Flüge, Dorothea Heller e Simon Schindler com mais de cem músicos amadores. A idade dos músicos abrange entre 17 e 70 anos.
A Orquestra Sinfónica de Fulda distribui as suas gravações na Internet por meio de Open Audio License, convertendo-se assim em arquivo livre de muitas das obras mestras da música sinfónica.